# Трифтонг
Трифтонг — у фонетиці складний голосний звук, що складається з трьох елементів, які утворюють один склад, що забезпечує фонетичну цілісність трифтонга. Трифтонги характерні лише для тих мов, де є дифтонги.

## Приклади трифтонгів
- [aʊ̯ə] як в hour
- [aɪ̯ə] як в fire
- [eɪ̯ə] як в player
- [ɔɪ̯ə] як в loyal, royal
- [əʊ̯ə] як в lower